# Vasileuți, Rîșcani
Vasileuți este satul de reședință al comunei cu același nume  din raionul Rîșcani, Republica Moldova.

## Demografie

### Structura etnică
Structura etnică a satului conform recensământului populației din 2004:
| Grup etnic         | Populație | % Procentaj |
| ------------------ | --------- | ----------- |
| Ucraineni          | 1.191     | 83,99%      |
| Moldoveni / Români | 204       | 14,39%      |
| Ruși               | 15        | 1,06%       |
| Găgăuzi            | 1         | 0,07%       |
| Bulgari            | 1         | 0,07%       |
| Alții              | 6         | 0,42%       |
| Total              | 1.418     | 100%        |